# 会いにいく (アルバム)
『会いにいく』（あいにいく）は、nothingmanの2枚目のミニアルバム（自主制作を含めると3枚目）。2011年1月22日にONE BY ONE RECORDSから発売。

## 概要
ライブ会場と公式HP上のネットショップのみでの取り扱いであったが、2013年4月現在、販売終了となっている。

## 収録曲
（全曲作詞: 宮下浩 / 作曲: nothingman）
1. 会いにいく
2. sands of time
  - nothingmanを代表する曲の一つで、無料サンプラー配布時にはこの曲が収録されることが多い。
3. twilight
  - 過去にミニアルバム『twilight』に収録された曲。
4. マボロシ
  - オムニバス『反撃。〜映画「蟹工船」インスパイア・アルバム〜』に収録された「闇の中」のリミックス版。
5. one
  - ライブなどでたびたび披露されてきた曲。
6. ハッピーエンド
  - nothingmanと親交の深いTheキャンプも同名曲を持っているが、全くの別物である。また、Theキャンプバージョンの「ハッピーエンド」は、nothingmanとTheキャンプの共同シングル「SUPER STAR MUSIC」でnothingmanがカバーしている。